# Hippocampus whitei
Hippocampus whitei es una especie de pez de la familia Syngnathidae en el orden de los Syngnathiformes.

## Morfología
Los machos  pueden llegar alcanzar los 13 cm de longitud total.

## Distribución geográfica
Se encuentran en las Islas Salomón y Australia.  